# Commerce City
Commerce City je severovýchodní předměstí Denveru, obec v okrese Adams ve státě Colorado. Má rozlohu 92,30 km² a s 45 913 obyvateli (k roku 2010) je 18. nejlidnatější obcí Colorada.

## Historie
První zástavbu na území města zde po roce 1859 postavil podporovatel otrokářství John D. „Colonel Jack“ Henderson, postavil zde ranč, poštu a hotel, vše na Hendersonově ostrově. Hendersonův ostrov byl první trvale obydlenou osadou mezi Fort Saint Vrain v Teritoriu Nebraska a Cherry Creek Diggins v Teritoriu Kansas. Dnes je toto území součástí parku Adams County. První škola (jednotřídka) byla založena v roce 1871, další následovaly v letech 1899 a 1907. Školní komplex je nyní součástí Adams City High School.
V okolí byla založena další města, která ale byla brzy opuštěna. Až do 20. let 20. století byla oblast věnována zemědělství, včetně pšeničných polí, mlékáren a chovů prasat. Poté přišel průmysl, v roce 1930 byla založena rafinerie a výrobna chemických zbraní Rocky Mountain Arsenal byla založena v roce 1942 na východ od rostoucí komunity. V letech 1946 a 1947 byl z okolních škol vytvořen 14. školský okres Adams County. V roce 1951, když Denver uvažoval o připojení oblasti, byl vyvinut plán začlenění celé jižní části Adamsova okresu. V roce 1952 obyvatelé oblasti hlasovali 251 ku 24 založit Commerce Town a připojit k němu část Adams City a Rose Hill. Commerce Town připojilo část Derby v roce 1962, čímž se počet obyvatel zvýšil na čtyřnásobek, dost na to, aby obec získala status města. Název města byl řádně změněn na Commerce City. V roce 2003 občané hlasovali o názvu města, drtivá většina hlasovala pro ponechání názvu Commerce City.

## Partnerská města
- Nan-ning, Kuang-si, Čína

## Sport
Ve městě působí fotbalový klub Colorado Rapids působící v Major League Soccer.